# Nerozlišitelné částice
Koncept nerozlišitelných částic v kvantové fyzice objasňuje nový druh kvantového chování, které systémy vykazují, pokud jsou zcela identické. (Tj. pokud všechna jejich vnitřní kvantová čísla jsou stejná.) Na rozdíl od klasické fyziky, kde to, že systémy od sebe neumíme (až na polohu v prostoru) rozlišit může znamenat jen to, že jsme neměřili dost důkladně, abychom je od sebe rozeznali, v kvantové fyzice se v takovém případě objevují zcela nové jevy. Mezi ty patří např. Pauliho vylučovací princip, Bose-Einsteinova kondenzace, výměnná interakce, apod.
Při popisu vlnovou funkcí musí platit, že při výměně dvou nerozlišitelných částic mezi sebou se nezmění pravděpodobnost žádného měření, tedy se nesmí změnit ani čtverec vlnové funkce, který tuto pravděpodobnost představuje. Vlnová funkce samotná může, ale nemusí změnit své znaménko. Částice, pro které znaménko mění, nazýváme fermiony a platí pro ně Pauliho vylučovací princip. Druhou skupinu částic nazýváme bosony, vylučovací princip pro ně neplatí a podléhají Einstein-Boseho kondenzaci.